# U.S. National Indoor Tennis Championships 2013
U.S. National Indoor Tennis Championships 2013 - чоловічий і жіночий тенісний турнір, що проходив на закритих кортах з твердим покриттям Racquet Club of Memphis у Мемфісі (США). Це був 38-й турнір U.S. National Indoor Tennis Championships і 28-й Memphis WTA International. U.S. National Indoor Tennis Championships належав до категорії 500 у рамках Туру ATP 2013, а Memphis International до категорії International в рамках Туру WTA 2013. Тривав з 16 до 24 лютого.

## Очки і призові

### Нарахування очок
| Дисципліна                 | П   | Ф   | ПФ  | ЧФ | 1/8 | 1/16 | Q   | Q2  | Q1  |
| Одиночний розряд, чоловіки | 500 | 300 | 180 | 90 | 45  | 0    | 20  | 10  | 0   |
| Парний розряд, чоловіки    | 500 | 300 | 180 | 90 | 0   | Н/Д  | Н/Д | Н/Д | Н/Д |
| Одиночний розряд, жінки    | 280 | 200 | 130 | 70 | 30  | 1    | 10  | 6   | 1   |
| Парний розряд, жінки       | 280 | 200 | 130 | 70 | 1   | Н/Д  | Н/Д | Н/Д | Н/Д |

### Призові гроші
| Дисципліна                 | П        | Ф        | ПФ      | ЧФ      | 1/8     | 1/16   | Q2     | Q1   |
| Одиночний розряд, чоловіки | $291,800 | $131,560 | $62,320 | $30,070 | $15,330 | $8,435 | $950   | $525 |
| Парний розряд, чоловіки *  | $86,200  | $38,900  | $18,340 | $8,860  | $4,550  | Н/Д    | Н/Д    | Н/Д  |
| Одиночний розряд, жінки    | $40,000  | $20,000  | $10,725 | $5,800  | $3,200  | $2,075 | $1,200 | $700 |
| Парний розряд, жінки *     | $11,500  | $6,000   | $3,200  | $1,700  | $900    | Н/Д    | Н/Д    | Н/Д  |

* на пару

## Учасники основної сітки в рамках чоловічого турніру

### Сіяні
| Країна    | Гравець              | Рейтинг1 | Сіяна |
| --------- | -------------------- | -------- | ----- |
| Хорватія  | Марин Чилич          | 12       | 1     |
| Канада    | Мілош Раоніч         | 13       | 2     |
| США       | Джон Ізнер           | 16       | 3     |
| США       | Сем Кверрі           | 20       | 4     |
| Японія    | Кей Нісікорі         | 21       | 5     |
| Німеччина | Томмі Гаас           | 22       | 6     |
| Україна   | Олександр Долгополов | 23       | 7     |
| Іспанія   | Фернандо Вердаско    | 24       | 8     |

- 1 Рейтинг подано станом на 11 лютого 2013.

### Інші учасники
Нижче наведено учасників, які отримали вайлд-кард на участь в основній сітці:
- Джеймс Блейк
- Стів Джонсон
- Джек Сок

Нижче наведено гравців, які пробились в основну сітку через стадію кваліфікації:
- Алекс Богомолов мл.
- Ілля Марченко
- Райн Вільямс
- Дональд Янг

Як щасливий лузер в основну сітку потрапили такі гравці:
- Майкл Расселл

### Відмовились від участі
До початку турніру
- Кевін Андерсон (травма ліктя)
- Браян Бейкер (травма коліна)
- Марді Фіш (проблеми з серцем)
- Блаж Кавчич
- Лукаш Лацко
- Фернандо Вердаско (травма шиї)

Під час турніру
- Томмі Гаас (хвороба)

### Знялись
- Ксав'є Малісс (травма спини)
- Марінко Матосевич (травма ступні)

## Учасники основної сітки в парному розряді

### Сіяні пари
| Країна   | Гравець        | Країна   | Гравець       | Рейтинг1 | Сіяні |
| -------- | -------------- | -------- | ------------- | -------- | ----- |
| США      | Боб Браян      | США      | Майк Браян    | 3        | 1     |
| Білорусь | Макс Мирний    | Румунія  | Горія Текеу   | 14       | 2     |
| Польща   | Лукаш Кубот    | Канада   | Деніел Нестор | 36       | 3     |
| Австрія  | Александер Пея | Бразилія | Бруно Соарес  | 42       | 4     |

- 1 Рейтинг подано станом на 11 лютого 2013.

### Інші учасники
Пари, що потрапили до основної сітки завдяки вайлд-кард:
- Джеймс Блейк /  Джек Сок
- Крістіан Гаррісон /  Раян Гаррісон

Нижче наведено пари, які отримали місце в основній сітці як заміни:
- Ярослав Левинський /  Лу Єн-Сун
- Ксав'є Малісс /  Марінко Матосевич

### Відмовились від участі
До початку турніру
- Джон Ізнер (травма коліна)
- Фернандо Вердаско (травма шиї)

## Учасниці основної сітки в рамках жіночого турніру

### Сіяні
| Країна          | Гравчиня             | Рейтинг1 | Сіяна |
| --------------- | -------------------- | -------- | ----- |
| Бельгія         | Кірстен Фліпкенс     | 34       | 1     |
| Швеція          | Софія Арвідссон      | 38       | 2     |
| Німеччина       | Сабіне Лісіцкі       | 40       | 3     |
| Велика Британія | Гезер Вотсон         | 41       | 4     |
| Чехія           | Луціє Градецька      | 52       | 5     |
| ПАР             | Шанелль Схеперс      | 59       | 6     |
| Словаччина      | Магдалена Рибарикова | 61       | 7     |
| Франція         | Крістіна Младенович  | 64       | 8     |

- 1 Рейтинг подано станом на 11 лютого 2013.

### Інші учасниці
Нижче наведено учасниць, які отримали вайлд-кард на участь в основній сітці:
- Кортні Коллінз
- Вікторія Дувал
- Гарбінє Мугуруса

Нижче наведено гравчинь, які пробились в основну сітку через стадію кваліфікації:
- Яна Чепелова
- Клер Феерстен
- Медісон Кіз
- Марія Санчес

### Відмовились від участі
До початку турніру
- Анна Татішвілі

### Знялись
- Сабіне Лісіцкі (хворобу шлунково-кишкового тракту)

## Учасниці основної сітки в парному розряді

### Сіяні пари
| Країна        | Гравчиня            | Країна          | Гравчиня          | Рейтинг1 | Сіяна |
| ------------- | ------------------- | --------------- | ----------------- | -------- | ----- |
| Чехія         | Андреа Главачкова   | Чехія           | Луціє Градецька   | 7        | 1     |
| Франція       | Крістіна Младенович | Казахстан       | Галина Воскобоєва | 71       | 2     |
| Нова Зеландія | Марина Еракович     | Велика Британія | Гезер Вотсон      | 115      | 3     |
| Латвія        | Ліга Декмеєре       | США             | Меган Мултон-Леві | 140      | 4     |

- 1 Рейтинг подано станом на 11 лютого 2013.

### Інші учасниці
Пари, що потрапили до основної сітки завдяки вайлд-кард:
- Stefanie Mikesz /  Кароліне Вегнер
- Тейлор Таунсенд /  Коко Вандевей

Нижче наведено пари, які отримали місце в основній сітці як заміни:
- Алісса Гібберд /  Тіффані Велчер
- Ешлі Мердок /  Марія Слупська

### Відмовились від участі
До початку турніру
- Ксенія Первак (травма поперекового відділу хребта)
- Валерія Савіних (травма правого плеча)

## Переможці та фіналісти

### Чоловіки. Одиночний розряд
- Кей Нісікорі —  Фелісіано Лопес, 6–2, 6–3

### Одиночний розряд. Жінки
- Марина Еракович —  Сабіне Лісіцкі, 6–1, ret.

### Парний розряд. Чоловіки
- Боб Браян /  Майк Браян —  Джеймс Блейк /  Джек Сок, 6–1, 6–2

### Парний розряд. Жінки
- Крістіна Младенович /  Галина Воскобоєва —  Софія Арвідссон /  Юганна Ларссон, 7–6(7–5), 6–3